# 夢千代日記
『夢千代日記』（ゆめちよにっき）は、NHKの『ドラマ人間模様』で放送された3部作のテレビドラマである。
社会や人間の断片を切り取り、人生を深い視点で捉えるヒューマンドラマというコンセプトのシリーズ。
作：早坂暁、主演：吉永小百合、音楽：武満徹で、映画化や舞台化もされ、舞台では他の女優たちにより、主人公・夢千代が演じられている。
- 夢千代日記 [3]：1981年2月15日 - 3月15日放送、全5話
- 続 夢千代日記：1982年1月17日 - 2月14日放送、全5話
- 新 夢千代日記：1984年1月15日 - 3月18日放送、全10話

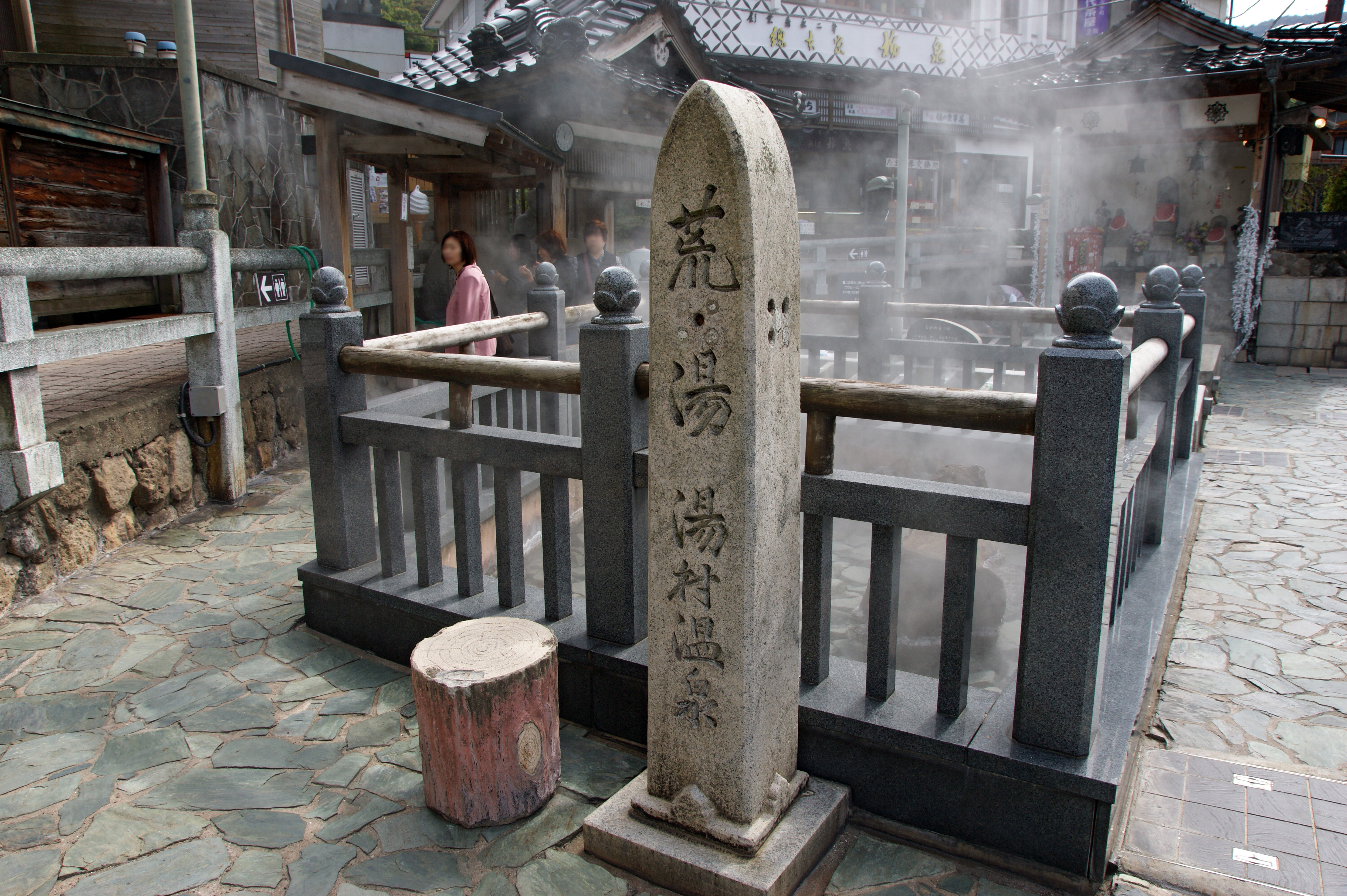
湯村温泉

物語の舞台は兵庫県美方郡温泉町（現：新温泉町）で、同町の湯村温泉はこのドラマ放送後、「夢千代の里」として一躍脚光を浴びた。現在、温泉街の中心部である荒湯のそばに吉永小百合をモデルにした「夢千代の像」が建てられている。また平成16年11月に資料館「夢千代館」がオープンし、館内には湯里銀座や煙草屋旅館内部などが再現されている。物語中で芸者たちが度々舞う「貝殻節」は山陰地方でのみ知られる民謡だったが、このドラマで一躍全国的な知名度を得た。

## 概要
主人公の夢千代は母親の胎内にいたとき、広島で被爆した胎内被爆者。原爆症を発病しており、余命3年と宣告されている。物語はその夢千代を取り巻く人々の生き様を山陰の冬景色を背景に物悲しく描く。ストーリー展開は夢千代が毎日書き綴っている日記が軸となっており、随所に夢千代が日記の一部を読んでいるナレーションが盛り込まれている。また、湯村を訪れる謎の人物がシリーズ毎に登場し、次第にその過去が解き明かされていくというミステリー的な魅力もある。

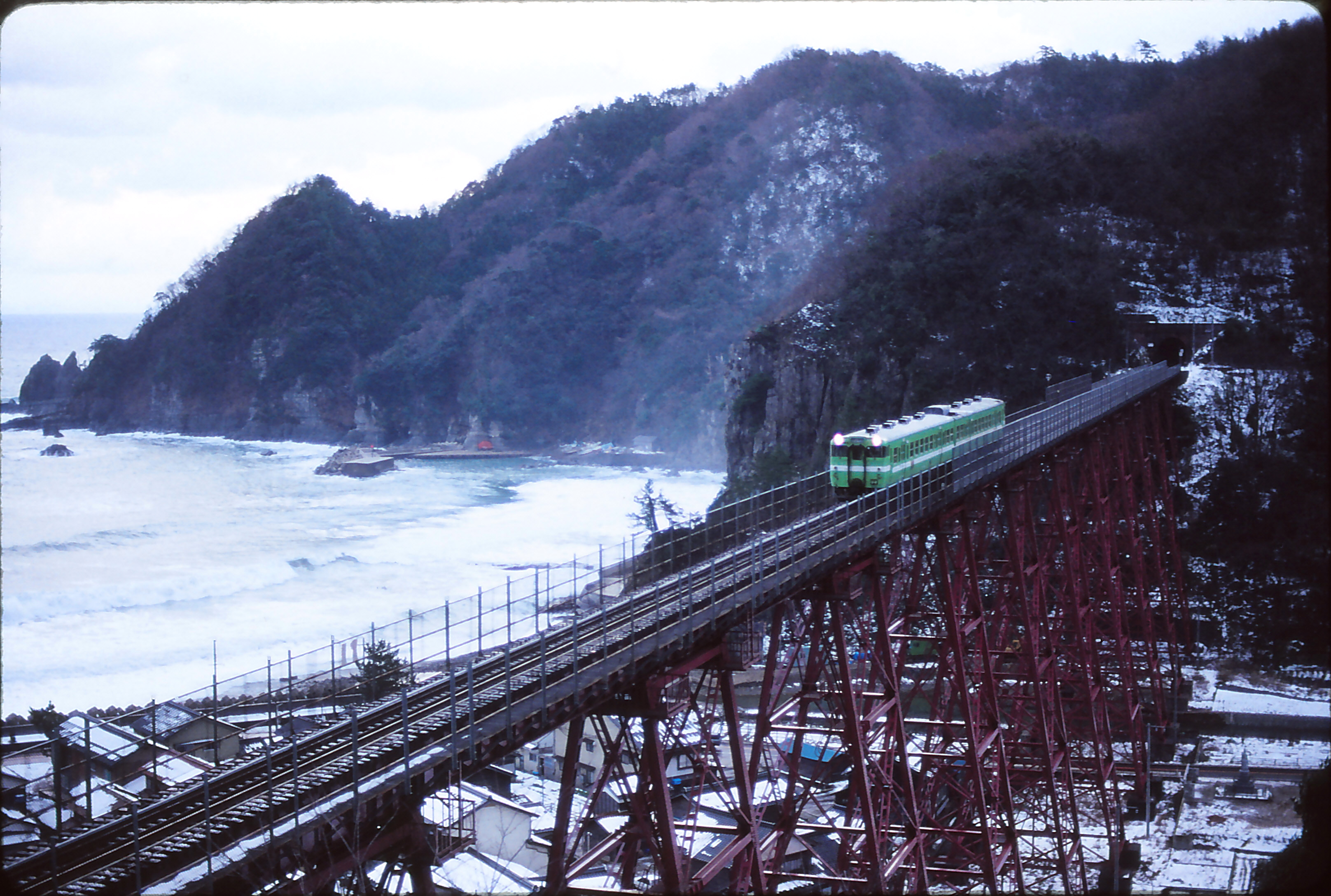
余部鉄橋

三部とも物語の冒頭は、夢千代が原爆症の治療に神戸の病院へ行き、その帰りに山陰線の列車が余部鉄橋にさしかかるころの車内から始まる。

## 創作の経緯
早坂は終戦後、海軍兵学校から松山に帰郷の途中、原爆投下直後の広島の惨状を目撃している。真っ暗な闇の中で、折からの雨の中、無数のリンが燃えていた。原爆で亡くなった人たちの身体から発する燐光で、地球が終わるときはこのような光景ではないかと思った。そんな中、どこからともなく赤ん坊の泣き声が聞こえてきた。こんな地獄のような中で、新しい生命が誕生していることに感動を覚えた。物書きになってから「いつか原爆のことを書こう。書かなければいけない」とずっと心に決めていた。吉永小百合との仕事が決まったとき、彼女が敗戦の年である昭和20年生まれだということで、あの時の赤ん坊を吉永だと思って書くことにした。
やわらかい色物の世界に被爆した女性を登場させた方が、原爆反対を声高に叫ぶよりも、人の心に訴えるのではないかと考えた。
湯村温泉には小説を書く前に行ったことはなく余部鉄橋を現地で見て「凄い」と感動し、「トンネルを越えて鉄橋に出ると雪だった」という一節が思い浮かんだ。早坂は瀬戸内の生まれで、日本海の暗い、海鳴りの聞こえるところに興味があった。山陰の温泉に何度か足を運び、作品の場所は日本海に面したひなびた温泉にしたいと考えそこから近くの温泉町を探し湯村温泉を選んだ。吉永のような美しい人がなぜひなびた温泉で芸者をしているかの説明に仕組みが必要で、そこに広島で泣き声を聞いた赤ん坊を投影した。
また高度経済成長に乗り遅れた裏日本に日本人が落とした大事なもの、それを癒すものが山陰の小さな温泉町に残っていて、そこへ逃げてきた人が助けられて帰っていくというユートピアを作ってみた。登場人物のほとんどがどこか心身に傷を負った人たちが多いのは、早坂自身が当時病気がちで、もう長く生きられないかもしれないと考えざるを得ない状況に置かれていたためで、今度書くものが最後になるかもと思う時期だったからである。夢千代を終わらせたら自分も死ぬのでないかという懸念があった。視聴者からの評判もよく、出演者やスタッフからも「続けましょう」と励ましを受け続編を重ねたが、第一部で夢千代の命はあと3年と限定し、翌年の第二部であと2年としたのでさらなる続編が苦しくなっていった。「新・夢千代日記」では松田優作が演じた元ボクサー・タカオと、地元の出身で明治の歌人・前田純孝を二重写しにした。前田純孝は、湯村温泉あたりの本屋に立ち寄ったとき、地元の人が作った小冊子を見つけ「西の啄木といわれた歌人」という記述に興味を持ち、調査を重ねてタカオの人物造形に取り入れた。
夢千代という名前は鳥取県三朝温泉に実在した芸者の名前で、名前が素敵だったので拝借した。境遇や人物像は似ていないが、ドラマの中で、樹木希林演じる菊奴が話す、淡路島を見て「旦那さん、あれ外国ですか？」と言う芸者の逸話は、実在の夢千代のエピソードである。

## 夢千代日記

### あらすじ
湯里の置屋「はる家」の女将・夢千代は神戸の病院からの帰りに山陰線急行列車の中で川崎からやってきた山根刑事と知り合う。山根は殺人容疑で「はる家」の元芸者・市駒を追っていると告げ、「はる家」で張り込みを続ける。そんなとき、湯里警察署捜査課長・藤森警部の許に、6年前に湯里の海岸で金魚と心中した橋爪信之の母と妻が訪ねてくる。ふとしたことから生き残った金魚に女の子（アコちゃん）がいると知り、亡き息子の子供だから引き取りたいと金魚に談判する。しかし、おスミさんの話から女の子は金魚の実子ではなく、木原医師のところからもらわれてきた赤ちゃんだったと判ってしまう。そこに木原医師が父を亡くし身寄り頼りがなくなった足の不自由な少女・時子を伴って、芸者にしてほしいと「はる家」を訪ねてくる。
また、山倉の縄張りだった湯里に広島の暴力団・サン商会の沼田が勢力拡大のため子分を引き連れ乗り込んできて、夢千代に「はる家」の面倒を見たいと申し出るが拒絶されてしまう。沼田は広島で被爆した際、夢千代の母に助けてもらったと言って、仏壇に線香をあげて去っていく。一方「はる家」で張り込みを続けていた山根が胃潰瘍で吐血し、木原診療所に担ぎ込まれる。その晩「はる家」に市駒から電話がかかってくるが、夢千代は山根が湯里に来ていることを知らせ、いま「はる家」に来てはいけないと告げる。千代春は子宮癌の末期症状で寝込んでしまい、木原医師に睡眠薬をねだる。翌日、菊奴からの情報で浜坂のスナックを訪れた夢千代は市駒と再会し、市駒は藤森に自首する。
木原診療所で療養していた山根は親切で評判のいい木原医師が事情のある赤ちゃんを斡旋していることを知り、藤森に調査を勧める。藤森は医師免状の提出を求めるが、木原は明日にしてくれと言う。翌早朝に木原は千代春に睡眠薬を届け、自分がニセ医者であることを告白し、町から出て行くと言うと、千代春は一緒に連れて行ってくれと懇願し、二人は湯里を後にする。一連の出来事を見ていた山根は人間の弱さや優しさに打たれ刑事を辞めてしまう。数日後、湯里で時子の芸者・小夢としてのお披露目がささやかに行われた。長く厳しい山陰の冬ももうすぐ終わりを告げる。

### キャスト

#### はる家の人々
- 夢千代（永井左千子）：吉永小百合 - 置屋「はる家」の女将
- 千代春：楠トシエ - はる家の年増芸者
- 菊奴：樹木希林 - はる家の年増芸者
- 雀：大信田礼子 - はる家の芸者
- 金魚：秋吉久美子[12] - はる家の芸者
- 小夢（時子）：中村久美 - はる家の半玉
- アコちゃん：大熊なぎさ - 金魚の娘
- スミ（おスミさん）：夏川静枝 - はる家の女中

#### 煙草屋旅館
- 泰江：加藤治子 - 煙草屋旅館の女将
- 泰男：岡田裕介 - 泰江の息子
- 兼子（おカネさん）：佐々木すみ江 - 煙草屋旅館の仲居頭
- トシ子：香山エリ - 煙草屋旅館の仲居

#### 湯里町の人々
- 藤森刑事：中条静夫 - 湯里警察署の捜査課長 ※実際は、警部
- 安岡巡査：松田茂樹 - 藤森刑事の部下
- アサ子：緑魔子[13] - ストリッパー
- 安藤（アンちゃん）：あがた森魚 - 湯里ヌード劇場の照明係
- 木原先生：ケーシー高峰 - 木原診療所の医師
- 作子：伊佐山ひろ子 - 木原診療所の看護婦
- 寄子：水原英子 - スナック白兎のママ
- クーちゃん（邦子）：内藤路代 - スナック白兎のウエイトレス
- 山本倉次郎（山倉）：長門勇 - スナック白兎・湯里ヌード劇場のオーナー（町の顔役）

湯里町を訪れた人たち
- 橋爪信之：北村総一郎 - 東京の証券会社社員
- 橋爪トヨ子：村瀬幸子 - 信之の実母
- 橋爪節子：田島令子 - 信之の妻
- 春川団十郎：沢竜二 - 旅回り一座の座長
- 室川辰夫：香山浩介（現：藤堂新二） - 座員
- 沼田：草薙幸二郎 - 広島・サン商会（暴力団）の幹部
- 黒ダブルの男：丹古母鬼馬二 - 沼田の子分
- 黒メガネの男：堀礼文 - 沼田の子分
- 市駒（スーザン）：片桐夕子 - 元ストリッパー・はる家の芸者
- 山根刑事：林隆三 - 神奈川県警川崎警察署の刑事

### スタッフ
- 原作：早坂暁
- 脚本：早坂暁
- 演出：深町幸男・松本美彦
- 音楽：武満徹
- 製作：勅使河原平八
- 方言指導：高橋ひろ子
- 三味線指導：豊藤美
- 踊り指導：松浦姉妹
- 協力：兵庫県美方郡温泉町

### 挿入歌
- 貝殻節 - 鳥取県民謡、芸者たちがお座敷で披露する。
- 赤色エレジー - あがた森魚、ストリップ小屋でのBGM。
- 最后のダンスステップ - あがた森魚、同上。
- なみだ船 - 北島三郎、白兎のBGM。
- TOKIO - 沢田研二、同上。

### 視聴率
第1回22.3%、第2回19.2%、第3回19.6%、第4回19.0%、最終回19.7%。

## 続 夢千代日記

### あらすじ
夢千代は神戸の病院からの帰りに山陰線の列車の中で家出少女・俊子と出会う。夢千代は俊子に「はる家」に来ないかと誘う。すると「はる家」ではアコちゃんが誘拐されたと大騒ぎ。湯里にオープンする葵ホテルの従業員としてやってきた曽根佐和子が誘拐犯と間違われ湯里警察署に連行されるが、人違いとわかり釈放される。金魚は若い女とアコちゃんが白兎に立ち寄った話を聞き、女がアコちゃんの実母だと確信する。夜になってアコちゃんは湯里ヌード劇場に隠れているところをアサ子に発見される。葵ホテルのオープンで大量の客を皮算用している山倉は新人の踊り子ミッチー・ギャルソンを雇い、ヌード劇場に裸の背景画を描かせるため鳥取から商業画家を招く。芸者姿の夢千代を見た画家はこの人を描きたいと申し出るが山倉に却下されてしまう。
家出してきた少女は夢千代に好きな人を探しにきたと語り、夢千代は協力すると約束する。そこに藤森刑事がやってきて夢千代たちに少女の過去を暴露する。一方、ヌード劇場で背景画を描いている画家は何度描き直しても夢千代になってしまい、挙句の果てに山倉に塗りつぶされるのは見るに忍びないと逃げ出して「はる家」に夢千代を訪ねてくる。画家が貴方を描かせてくれと懇願しているとき、俊子が帰ってくる。この画家こそが俊子が探していた上村洋一という先生だったのだが…
その夜、突然佐和子がコンパニオン姿のままで「はる家」に駆け込んでくる。佐和子は閨の世話までしなければならないコンパニオンがイヤになって逃げ出してきたという。佐和子と奈美絵は一先ず煙草屋旅館に落ち着いた。上村は俊子に帰るように説得するが、なかなか承知しないので夢千代が好きだと言ってしまう。夢千代は俊子に「優しそうな人が一番酷いことをする」と言われショックを受ける。
翌朝、俊子は母親に引き取られ帰っていく。同じ頃クビになったミッチーとアンちゃんが駆け落ち同然に逃げていった。一方、小学校に奈美絵を取り返しに父親の矢口がやってきた。アコちゃんから知らされた佐和子は追いかけることを断念する。夢千代は原爆症の病状が重くなり寝込むが上村に会いたいと言って呼び出す。しかし、上村が「はる家」を訪ねると会えないと言い出す。上村は障子越しに春まで待つと告げ鳥取に帰る。
その後、上村から毎日のように手紙が来るが、夢千代は返事を書かなかった。おスミさんに勧められようやく上村に手紙を書くが、翌日藤森がイカ釣り船で遭難した上村洋一の悲報を知らせに来る。夢千代が上村の居室を訪れると一日違いで届いていた自分の手紙があった。夢千代は上村に描いてもらおうと思っていた芸者姿で鳥取砂丘に一人佇み、自分の書いた手紙を波に向かって読み聞かせる。春になれば、春になれば…。

### キャスト
- 夢千代（永井左千子）：吉永小百合
- 菊奴：樹木希林 - はる家の年増芸者
- 金魚：秋吉久美子 - はる家の芸者
- 小夢：中村久美 - はる家の半玉
- アコちゃん：大熊なぎさ
- スミ（おスミさん）：夏川静枝
- 泰江：加藤治子 - 煙草屋旅館の女将
- 兼子（おカネさん）：佐々木すみ江 - 煙草屋旅館の仲居頭
- 房子：高橋ひろ子 - 煙草屋旅館の仲居
- アサ子：緑魔子 - ストリッパー
- 安藤（アンちゃん）：あがた森魚 - 湯里ヌード劇場の照明係
- 寄子：水原英子 - スナック白兎のママ
- クーちゃん（邦子）：内藤路代 - スナック白兎のウエイトレス
- ミッチー・ギャルソン：條津レナ - 新入りのストリッパー
- 山本倉次郎（山倉）：長門勇 - スナック白兎・湯里ヌード劇場のオーナー（町の顔役）
- 藤森刑事：中条静夫 - 湯里警察署の捜査課長
- 安岡巡査：松田茂樹 - 藤森刑事の部下
- 松崎先生：檀ふみ - 湯里小学校の教諭、アコちゃんの担任
- 池辺俊子：菊地優子 - 家出少女
- 曽根佐和子：いしだあゆみ - 新装開業した葵ホテルのコンパニオン
- 曽根奈美絵：市丸和代 - 曽根佐和子の娘
- 矢口：岸部一徳 - 曽根佐和子の夫、奈美絵の父
- 恵子：松本ちえこ - アコちゃんの実母
- 田村：丹波義隆 - 上村の漁師仲間
- 灰谷：谷村昌彦 - 煙草屋旅館の客
- 上村洋一：石坂浩二 - 元横浜の中学校美術教諭、画家

### スタッフ
- 原作：早坂暁
- 脚本：早坂暁
- 演出：深町幸男･渡辺紘史
- 音楽：武満徹
- 製作：勅使河原平八
- 方言指導：高橋ひろ子
- 三味線指導：豊藤美
- 踊り指導：松浦姉妹
- 協力：兵庫県美方郡温泉町

### 挿入歌
- 貝殻節 - 鳥取県民謡、芸者たちがお座敷で披露する。
- 赤色エレジー - あがた森魚、ストリップ小屋でのBGM。
- 最后のダンスステップ - あがた森魚、同上。
- ストリッパー - 沢田研二、同上。
- 終着駅 - 奥村チヨ、同上。

### 視聴率
第1回20.5%、第2回18.1%、第3回18.8%、第4回23.0%、最終回21.1%。

## 新 夢千代日記

### あらすじ
余命2年だったはずの夢千代だが、病気と闘いながら懸命に生きていた。そんな夢千代は、とある事情で記憶喪失症である元ボクサー・タカオに出会う。少しずつ記憶を取り戻しながら、夢千代の優しさに惹かれ、そしてその生き方に打たれたタカオは再びリングに立つ。
松田優作が明治の歌人・前田純孝を二役で演じ、劇中でタカオの生き様とオーバーラップさせている。一方、夢千代の周囲の人々にも次々に転機が訪れる。

### キャスト
- 夢千代（永井左千子）：吉永小百合
- 菊奴：樹木希林 - はる家の年増芸者
- 金魚（永瀬京子）：秋吉久美子 - はる家の芸者
- 小夢：中村久美 - はる家の半玉
- アコちゃん：大熊なぎさ
- スミ（おスミさん）：夏川静枝
- 泰江：加藤治子 - 煙草屋旅館の女将
- 兼子（おカネさん）：佐々木すみ江 - 煙草屋旅館の仲居頭
- 房子：高橋ひろ子 - 煙草屋旅館の仲居
- トシ子：香山エリ - 煙草屋旅館の仲居
- アサ子：緑魔子 - ストリッパー
- 安藤（アンちゃん）：あがた森魚 - 湯里ヌード劇場の照明係
- クーちゃん（相原邦子）：内藤路代 - スナック白兎のウエイトレス
- 作子：伊佐山ひろ子 - 元木原診療所の看護婦、白兎のママ
- 藤森刑事：中条静夫 - 湯里警察署の捜査課長
- 井上先生：沼田曜一 - 井上医院の医師
- 有田久三：田崎潤 - 夢千代の実父
- 渡辺玉子：鈴木光枝 - 夢千代の母・保代の親友
- 王永春：せんだみつお - 中国残留孤児
- 武田：織本順吉 - 厚生省残留孤児支援担当
- 宇崎一政：小坂一也 - 岡山の宇崎汽船社長
- 宇崎光子：東恵美子 - 一政の実母
- 沢村信太郎：南利明 - 旅回り一座の座長
- 沢村菊次郎：ピーター - 一座の花形
- 関川義一：戸浦六宏 - ボクシングジムのトレーナー
- 矢部君子：中村亜湖 - 岡崎孝夫の恋人
- 沼田：草薙幸二郎 - 広島・サン商会（暴力団）の幹部
- 酒井：丹古母鬼馬二 - 沼田の子分
- 児玉：堀礼文 - 沼田の子分
- 永井保代：岡本茉利 - 夢千代の実母
- 沼田の少年時代：住吉真沙樹
- 町の人々：温泉町のみなさん
- タカオ（岡崎孝夫）：松田優作 - ウェルター級プロボクサー
- 前田純孝：松田優作（二役） - 浜坂町出身・明治の歌人

### スタッフ
- 原作：早坂暁
- 脚本：早坂暁
- 演出：深町幸男・永野昭・外園悠治
- 音楽：武満徹
- 製作：岡田勝
- 方言指導：高橋ひろ子
- 三味線指導：豊藤美
- 踊り指導：松浦姉妹
- 協力：兵庫県美方郡温泉町

### 挿入歌
- 貝殻節 - 鳥取県民謡、芸者たちがお座敷で披露する。
- 赤色エレジー - あがた森魚、ストリップ小屋でのBGM。
- 最后のダンスステップ - あがた森魚、同上。
- 冬の華 - 磨香、同上。（1983年・第25回ヤマハポピュラーソングコンテスト、並びに同年・世界歌謡祭のグランプリ受賞曲）
- 夢芝居 - 梅沢富美男、湯里劇場のBGM。

### 音楽
武満徹の音楽の評価は高く、彼の演奏会用作品と同様に国内外の演奏会で取り上げられ、放送から20年以上経ってからも改めてCDが販売された。小学館より刊行された武満徹音楽全集にも収録されている。

### 視聴率
第1回18.8%、第2回19.4%、第3回15.5%、第4回16.3%、第5回16.6%、第6回17.3%、第7回14.1%、第8回18.1%、第9回17.6%、最終回18.4%。

### 逸話
- 主演の吉永小百合は番組の放送後、夢千代と同一視されて会う人に体調を心配されて戸惑ったと語っている。吉永自身は病気と縁遠いとのこと。

### 影響
吉永は本作をきっかけに、1986年から原爆詩を朗読するようになった。

## 映画
1985年6月8日、東映京都撮影所の製作、東映系で公開。監督は本作が遺作となった浦山桐郎。
シリーズの完結編。

### キャスト
- 夢千代（永井左千子）：吉永小百合
- 兎：名取裕子
- 紅：田中好子
- 菊奴：樹木希林
- 小夢：斉藤絵里
- エンジェル：小田かおる
- 名村：渡辺裕之
- チビ玉三郎：白龍光洋
- 徳田泰江：三條美紀
- 山根医師：横内正
- 木浦晴子：左時枝
- 山倉のおっちゃん：岸部一徳
- 運転手：市川好郎
- 篠原：小島三児
- 朝子：中島葵
- 渡辺タマエ：風見章子
- 山科東窓：浜村純
- 山科君乃：荒木道子
- 木浦：前田吟
- 井上医師：河原崎長一郎
- 藤森：加藤武
- 春川桃之介：小川真由美
- 宗方勝：北大路欣也

### スタッフ
- 監督：浦山桐郎
- 脚本・企画：早坂暁
- プロデューサー：岡田裕介・佐藤雅夫・坂上順・斎藤一重
- 音楽：松村禎三
- 撮影：安藤庄平
- 美術：井川徳道
- 録音：荒川輝彦
- 照明：渡辺喜和
- 編集：玉木濬夫

### 製作

#### 企画
1983年5月頃、早坂から浦山桐郎に「映画を撮らない？」と話をした。1983年のモスクワ国際映画祭に浦山と今村昌平が出席した際、東映の岡田茂社長と期間中ずっと一緒にいた浦山は、岡田に「映画を撮らせて欲しい」と頼み、浦山の兄貴分である今村昇平からも強い推薦があり岡田が承諾した。岡田は「早坂君も忙しい男なんでなかなか進まなかったんだが、早坂君自身、プロデュースするつもりで取り組めと..吉永クンからも是非といわれて、やるなら、かっちり商売になるものをという気構えになってきているからね。テレビよりはるかにリアリティのある作品になるということだな。ウチはシリーズじゃないから、1本勝負だからね。吉永小百合さんのヒロインにも死ンで貰ってね。これで『夢千代日記』打ち止めという大感動編をやるわけだよ」などと1985年頭に述べていた。
岡田裕介プロデューサーは、「早坂さんと浦山さんで、映画にならんだろうかとお話しをされて、僕のところに話がきたのです。僕としては東映でやる気なら何とかまとめる労は取りましょうということでした。ただこの物語に関していえば、基本的には早坂さんが企画者となって、筆頭でおやりになった方がいいですよと進言しておいたのです。内容的には『夢千代日記』の完結編という形で話に決着をつけようということを主眼に置きました。いろんな人から夢千代を殺さんでくれという要望は寄せられていますが、テレビだとそういう要望に沿って軌道修正ができますが、映画の場合はそうはいきません。夢千代が死ぬのか、死なないのかというのはラストシーンだけでなく、映画全体の構成が変わってきますからね。それで早坂さんと浦山さん、吉永さんを交えて四人で話し合ったんです。意見の調整を図ったのですが、やはり吉永さんの意見が大きかったです。
吉永さんは、テレビ版でシリーズごとに恋をするよりも、幕を降ろすなら映画できれいに死なせて欲しいとのことでした。それで最終的に、そういう線で早坂さんがホンを書いて下さったんです」と述べている。吉永小百合の強い希望で夢千代は映画で死ぬという選択になり、同時に1986年にNHKで予定されていたテレビ版の第四シリーズも制作中止になった。
吉永小百合は「みなさんに強烈な、いい印象を持っていただいている中で、惜しまれつつフィナーレを迎えたい」という思いが強く、二度と演じることができない役を万感の思いを込めて、演じきろうと決意した」と述べている。岡田茂・裕介親子の話に共通点があるのは、岡田裕介は当時、親と同居しており、親子で家で企画の打ち合わせをやっていたからである。
同じく早坂暁作で、2年かかったといわれる吉永主演の映画『天国の駅』の脚本完成が1983年の秋。テレビ版の『新 夢千代日記』の放送が1984年1月からであった。早坂のもとには『夢千代日記』以外の映画やテレビドラマも多数オファーが来ていたが、早坂自身1983年から1984年にかけて非常に体調が悪く、入退院を繰り返していた。
監督の浦山は早坂の脚本執筆中に、単独で湯村にロケハンに行ったり、数年かけて原爆症の病棟などにも足を運び取材を重ねていたといわれる。岡田裕介に本作のプロデュースを頼んだのは『天国の駅』が封切られた1984年6月9日の後、と岡田茂が話しているため、岡田裕介のプロデューサー就任は遅れての参加と見られる。正式に製作発表があったのは1984年8月であった。
このときは、松坂慶子主演・深作欣二監督の『ひとひらの雪』と二本立てで1985年6月公開の予定と発表した。その後"松坂対吉永"で宣伝を仕掛ける構想だったが、松坂が『ひとひらの雪』を降りて、製作が延期されたために実現しなかった。早坂の脚本を待つ間に岡田裕介は、1984年秋から次作『玄海つれづれ節』（吉永小百合主演・出目昌伸監督・笠原和夫脚本）の製作に入った。

#### 脚本
早坂暁は「被爆者の方が現におられるので、最初は夢千代が死んでしまうシーンは書くまいと思っていたんです。しかし夢千代が死ぬのが映画の条件だといわれて、それでやむを得なかったんです。いい薬が発明されて長生きしましたというより、きれいに死なせた方が、みんなの心に残るだろうなと考え、思い切って終わらせることにしました」と話している。
映画は2時間ほどで完結させなくてはならないという事情があり、夢千代のまわりの人たちのエピソードを書き込む余裕はなかった。また、テレビドラマでの夢千代は恋はするけど肉体的には結ばれないプラトニックな愛であったが、最後なので生命の燃焼という意味で宗方勝（北大路欣也）と肉体的にも結ばれる。この宗方との絡みが本作の大きな心棒とした。早坂は「吉永さんは今がいちばんきれいです。40歳でいちばんきれいだというのは、女の人では不思議ですね。たいていは若いときの方がきれいですから」と吉永を評している。

#### キャスティング
夢千代が死ぬという話だけを暗くしたいと考え、それ以外の話は努めて明るくしたいと樹木希林も三枚目に徹してもらい、刑事役の加藤武などユーモラスな味が出せる役者を選んだ。岡田裕介はテレビ版の第一部に出演しており、劇中で子どもを墜ろした夢千代の父親設定が岡田のため、まわりから出ないかと勧められた。しかし、自分が出ると脇の人の話が削られると考え辞退した。

#### 撮影
吉永の東映出演は『動乱』『天国の駅』に続き3本目だが、先の2本は東映東京撮影所製作のため、東映京都撮影所は初めてだった。また監督の浦山は東映での初演出で、しかも余所者に厳しいことで名を轟かせる京都撮影所では構えざるを得なかった。第1回東京国際映画祭に出品する計画があったため、公開予定日は動かせなかった。早坂の体調も悪く、また北大路欣也の舞台の予定が後に入っており、ラストシーンを先に撮らなくてはならないなど、悪い条件が重なった。岡田らプロデューサーと吉永は、映画をテレビドラマの延長線上で捉え『完結編』とみなしていたが、浦山は「映画はテレビとは別」と主張、テレビのイメージを壊したくない吉永と「そのイメージを壊さないと映画的な彫りの深さが出てこない」とする浦山と対立した。テレビ版の『夢千代日記』の持つムードと社会派の浦山演出にズレがあった。
撮影前のホン読みは1985年2月15日からで、その前に決定稿（撮影台本）前の脚本が上がっていたが、これを浦山とプロデューサーで検討して、早坂が再び直しを入れ、決定稿が完成する筈だったが、早坂の直しがホン読み初日に戻って来ず、浦山は「台本を矛盾のないものにします」と話し、自分でホンを直すと宣言した。また岡田プロデューサーが「早坂さんのホンが間に合わなかったら、監督のホンでやりますから」と二頭立てで撮影を進めると説明した。この年は暖冬で、雪が降ってもすぐ雨になり、湯村にロケハンに出かけたら道中まったく雪のない状態だった。雪があるうちに撮影しなければいけないという大前提があり、二月の終わりに雪が降ったため、早坂の前半部分にあたる脚本は無視して、浦山が急遽台本を作り撮影を敢行した。
途中で早坂の脚本が上がってきたがもう修正は効かず、そのまま浦山の脚本で撮影を続けることになった。そのため、脚本は早坂が本来書きたかったものとは異なっている。
浦山はスタッフと酒を飲むと豹変し、周りに絡み嫌われた。東映京都にはいないタイプの人で、休憩時間にウォークマンでクラシックを聴くので、誰もそばに寄れず孤立する状況が生まれた。プロデューサーの岡田・佐藤雅夫・坂上順・斎藤一重のうち、岡田、佐藤、坂上は後に社長や撮影所長など幹部になった人たちで、現場にずっといたが、改善は出来なかった。
監督の浦山と吉永が演出を巡って揉めた。浦山は断末魔の苦しみの中で死んでいく夢千代を演じてほしいと注文を出した。吉永は5年間に渡って演じてきた夢千代は、吉永自身にとって最高の女性であり、最後まで死ぬ時でさえ優しいままの、温かい心のままの夢千代でいてほしい、強い意志に支えられた優しさを守り通してほしいと願っていた。
夢千代の最後の死の床での台詞は、シナリオでは「ピカが怖い」だったが、浦山は「ピカが憎い」と変えてほしいと言った。浦山は社会派の監督で、そうしたメッセージを込めたかったものと思われたが、吉永は先のような夢千代像があったため、夢千代は「『ピカが憎い』とは言わない」と反論した。
浦山と数日話し合いを続けたが一致点を見い出せず、結局、この場面は、「ピカが…」「ピカが落ちた」「ピカが…」と、言葉は無しで撮影された。吉永が浦山とぶつかったのはこの一度だけであったが、この出来事を今も重く引きずっているという。吉永はまた、「夢千代を死なせてしまったことは、懸命に生きておられる被爆者に辛い思いをさせて、また早坂さんにも悲しい思いをさせた。今まで演じた役に悔いはないが、夢千代だけは取り返しのつかないことをしてしまったという思いが今もある」と述べている。
吉永の長年の友人である樹木希林は、このたった一つの台詞を譲らなかった吉永を見て「私は小百合さんのことを認めた」と話した。こうした対立により浦山の酒量が多くなり、死の遠因になったという意見もある。

### ロケ地
フィルム・コミッションがまだない時代に湯村温泉のある兵庫県美方郡温泉町（現：新温泉町）を挙げての全面協力が得られ、当地で1985年2月から4月まで長期ロケが行われた。常に数百人の見物人を引き連れてロケが行われ、観光協会の職員が連日交通整理に駆り出された。ストリップ劇場なども登場させ、ヌードも多く、当時の温泉街の風情がしっかり活写されている。その他、余部鉄橋、島根県隠岐諸島西ノ島の摩天崖など。冒頭の神戸は実景のみ。ロケ終了後の4月後半から東映京都撮影所でスタジオ撮影があった。

### 評価
主役の夢千代と、樹木希林演じる菊奴以外のキャストを一新したことなどもあり、それまでテレビ版を大切にしてきた観客の支持を得られなかった。制作サイドが、それまでに早坂暁が作り上げていた前半の脚本を無視したことや、キャスト変更で、作品自体に違和感が生まれ、作品の完成度もテレビ版にはとうてい及ばなかった。映画はテレビドラマに負けたくない、との制作陣の意気込みが裏目に出てしまったのである。

#### 興行
黒澤明監督の『乱』と同時期の公開となり、"男の『乱』"に対して"女の『夢千代日記』"ともいわれた。テレビで評価の高い番組の映画化ということもあり知名度も高く、岡田社長は「今年前半最大の話題作」などと経済誌にもアピールしたが、配収は同じ早坂＆吉永コンビの『天国の駅』ほど伸びなかった。岡田社長は「『夢千代日記』はいい意味での毒がない。あまりに真面目すぎた。その点、宮尾登美子＝五社英雄の一連の作品には毒があり、それが若い人にも受けた」と分析した。キネマ旬報は「TVの人気番組の映画化で、知名度はあったのだろうが、『天国の駅』みたいなプラスアルファの要素がなかった」と評した。

## 原作刊行
- 早坂暁『夢千代日記』大和書房、1983年12月25日。
  - 『夢千代日記』新潮文庫、1987年
  - 『夢千代日記』読売新聞社「戦後ニッポンを読む」、1997年
- 早坂暁『新・夢千代日記』大和書房、1984年1月30日。
  - 『新・夢千代日記』新潮文庫、1987年
- 早坂暁『夢千代日記・夢心中』大和書房、1985年6月10日。
- 『夢千代日記　早坂暁コレクション17』勉誠出版、2010年